# El Bovalar

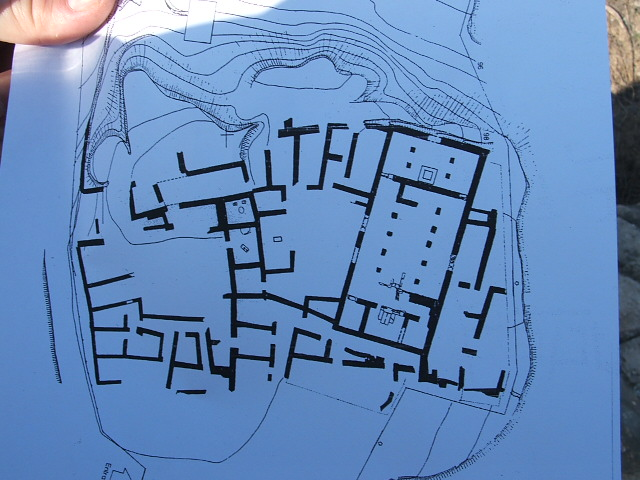
Plan von El Bovalar

El Bovalar ist der Fundort einer mittelalterlichen Kirchenruine in Seròs in der Autonomen Gemeinschaft Katalonien auf einem Hügel mit Blick auf den Segre, einen Nebenfluss des Ebro, in Spanien. 

## Beschreibung

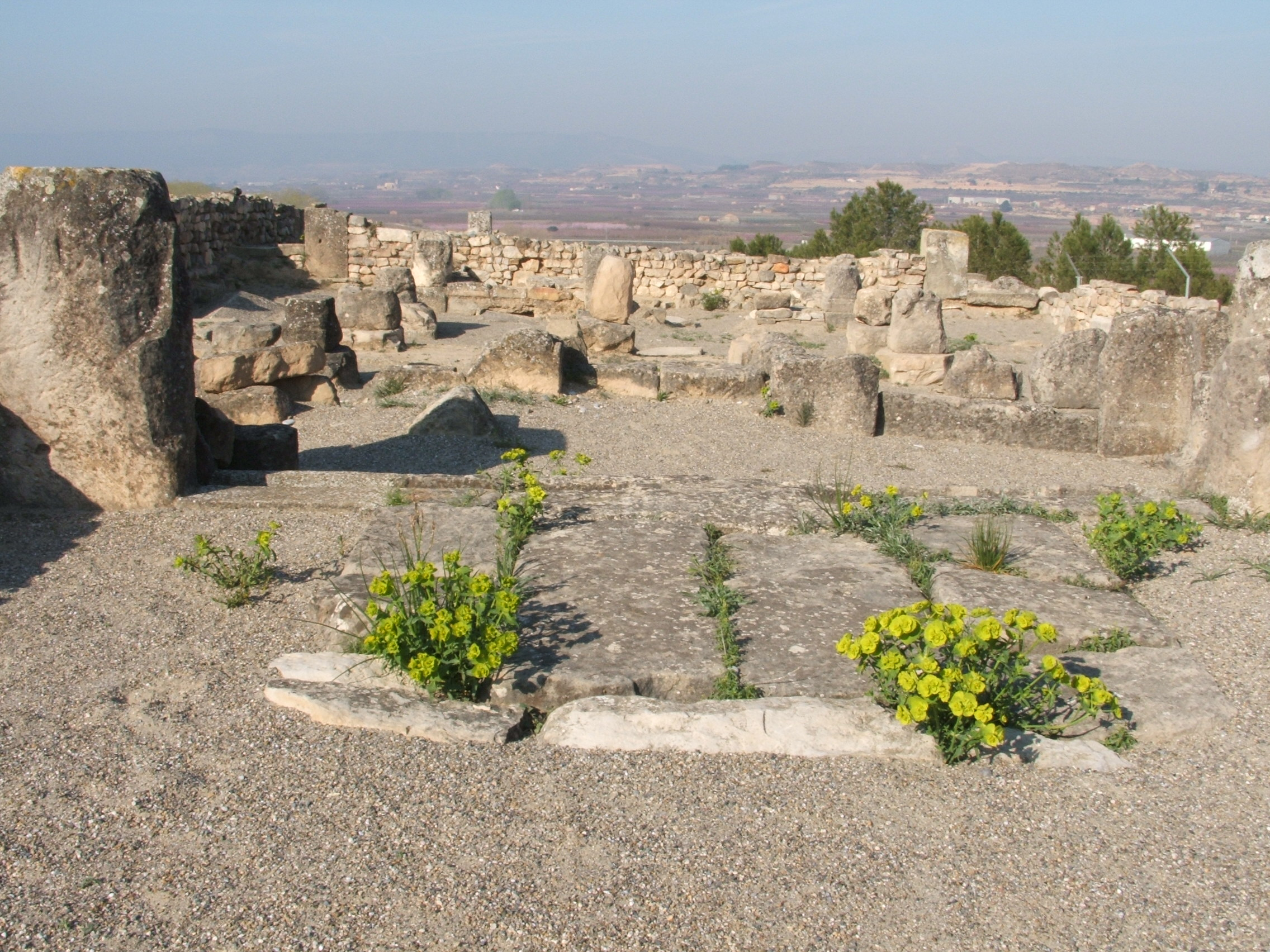
Ruine der Basilika

Die westgotische Kirchenruine wurde 1943 entdeckt und 1967 ausgegraben. Das Gebäude ist bis zur Höhe von etwas mehr als einen Meter erhalten, der vermutlich auf das 6. Jahrhundert zurückgehende Grundriss ist vollständig. Zwischen zwei flankierenden Kammern mit dem im Osten liegenden Chor und einem rechteckigen Baptisterium am westlichen Ende ist ihre rechteckige Form gut erkennbar. 
Ein Wandteil verläuft von der Nordwand in Richtung Gebäudemitte mit einer Säulenbasis am Ende. Dies zeigt, dass ursprünglich eine Trennung zwischen Chor und Kirchenschiff bestand. Ein Teil des Altarbildes wurde in situ gefunden und gestohlen. Die Kirche, außer dem Chor und der kleinen Kammer zur Linken, diente als Grabkirche; Sarkophage verschiedener Größe wurden unter den Räumen beigesetzt. Eine Anzahl bronzener und keramischer liturgische Objekte, darunter ein Weihrauchbrenner, wurden geborgen. Sie werden im archäologischen Museum von Lerida ausgestellt, wo sich auch die Einfassung des Taufbeckens, gemeinsam mit dem sechssäuligen Baldachin vom westlichen Ende der Kirche befindet.  
Im Jahre 1976 erfolgte eine weitere Ausgrabungsreihe unter Leitung von Pere de Palol. Neben Arbeiten an der Kirche erkundete man den Bereich auf der Südseite, unmittelbar neben der Kirche. Hier wurden um zwei Höfe gruppierte Räume gefunden, von denen einer direkt neben der Kirche liegt. Der Bericht der Ausgrabungen ist nur in kurzen Zusammenfassungen verfügbar. Die Gebäudegruppe wird als miteinander verbundenen beschrieben. Diese Einschätzung beruht eher auf den zahlreichen Kleinfunden auf dem Gelände, als auf den Strukturen, die in deutlichem Gegensatz zu den Plänen anderer frühmittelalterlicher Dörfern in Westeuropa stehen. Die Strukturen, die die Kirche eng umgeben sind schwer zu erklären.
Eine abschließende Aussage über die Natur dieses Komplexes wird nach Veröffentlichung des umfassenden Berichts möglich sein. Es scheint, dass die Gebäude um die Kirche ein Jahrhundert nach ihrem Bau entstanden.

## Datierung
Die Datierung beruht auf verstreuten Goldmünzen in den Gebäuden, in Form von Trientes der letzten westgotischen Könige. Das älteste Datum, stammt von Egica (687–702) und das jüngste von König Agila II. (711–714). Es wurde festgestellt, dass persönliche Gegenstände und Haushaltsutensilien im Ort fehlen. Die zahlreichen Goldmünzen werfen Fragen zur Identifikation des Dorfes auf. Sie und die anderen Funde wurden verstreut gefunden und der Nachweis eines Brandes gelang ebenfalls, aber es gibt keine menschlichen Überreste. Offenbar wurde der Ort sehr plötzlich aufgegeben und im Zuge der arabischen Eroberung des Ebrotals durch Tariq ibn Ziyad im Jahre 714 zerstört.